# Daur
Los daur (chino: 达斡尔族; pinyin: Dáwò'ěrzú) son una minoría étnica, una de las 56 oficialmente reconocidas por el gobierno de la República Popular China. Habitan principalmente en la región autónoma de Mongolia Interior y en las provincias de Heilongjiang y Xinjiang. Su población aproximada es de unas 131.992 personas.

## Idioma
El idioma daur pertenece al grupo de lenguas mongólicas. Está compuesto por tres dialectos: buteha, qiqihar y xinjiang. El idioma daur no tiene un sistema de signos escritos y durante la dinastía Qing utilizaron el sistema manchú.
Además de utilizar su propio idioma, muchos daur son capaces de hablar en chino, el mongol, uigur y ewenki para comunicarse entre ellos y con miembros de otras etnias.

## Historia
Al igual que en el caso de los oroqen y los ewenki, se cree que los daur son descendientes de los kitán, un antiguo pueblo nómada que habitó en la zona del río Heilong y que fundó la dinastía Liao. A principios de la dinastía Qing algunos grupos se trasladaron hasta zonas más al oeste y formaron el pueblo de los daur.
Los daur lucharon contra la Rusia zarista entre 1643 y 1651. También realizaron una intensa resistencia contra la ocupación japonesa desde 1937 hasta 1945.

## Cultura
La sociedad daur tiene una estructura jerárquica muy marcada. Las personas con un mismo apellido, llamado hala, viven juntos en el mismo grupo, formado por dos o tres poblados. Cada hala está dividido en diversos clanes (mokon) que viven en el mismo poblado. Si se realiza un matrimonio entre diferentes clanes, el hombre puede ir a vivir junto al clan de sus esposa pero no tiene ningún derecho sobre las propiedades.
En las bodas daur, el novio va a buscar a la novia a la salida del sol. Es costumbre que ofrezca vino, carne y pasta a todos los vecinos que se encuentre en el camino. La fiesta de la boda suele concluir con un festival de carreras de caballos.
Durante el invierno, las mujeres daur visten vestidos largos, generalmente en color azul y botas de piel que cambian por pantalones largos durante el verano. Los hombres visten en invierno gorros orejeros realizados con piel de ciervo o de zorro. En verano, cubren su cabeza con telas de color blanco o sombreros de paja.
Durante los últimos mil años, por lo menos, los dagur jugaban a un juego llamado beikou, parecido al hockey.

## Religión
Los daur son básicamente politeístas. Cada clan tiene su propio chamán encargado de realizar y bendecir todas las ceremonias importantes en la vida de un daur. Existen algunos daur que han adoptado el lamaísmo como religión.